# Грант, Харви
Харви Грант (англ. Harvey Grant; родился 4 июля 1965, Огаста, Джорджия) — американский профессиональный баскетболист.

## Колледж
После года выступлений за Клемсон и Индепенденс Комьюнити Колледж, в которых выступал вместе с братом, перешёл в Оклахома Сунерс, за который выступал два года.

## Профессиональная карьера
Игрок был выбран на драфте НБА 1988 года под общим 12-м номером клубом «Вашингтон Буллетс». В дебютном сезоне набирал в среднем 5,6 очка, совершал 2,3 подбора и отдавал 1,1 передачи за матч. В сезоне 1989–90 набирал 8,2 очка, совершал 4,2 подбора и отдавал 1,6 результативные передачи. Наиболее удачным для игрока стал третий сезон, когда его показатели увеличились до 18,2 очка, 7,2 подбора, отдавал 2,6 передачи и совершал 1,18 перехвата. По окончании сезона даже был в списке на получение звания MVP сезона, однако не был выбран. В сезонах 1991–92 и 1992–93 его средние показатели достигали 18 и 18,6 очка за сезон соответственно.
В 1993 году Грант был обменян в «Портленд» на центрового Кевина Дакворта, однако почти сразу же стал игроком скамейки и в последующие три сезона набирал лишь 9,6 очка в среднем за матч.

## Личная жизнь
Его брат-близнец Хорас Грант является четырежды чемпионом НБА. У Харви Гранта четыре сына, старший Джерай - выпускник Клемсона, также как и отец затем перешёл в Оклахому. После окончания колледжа успел поиграть в Австралии, Италии, Израиле, Литве и Латвии. Второй сын, Джериан был выбран на драфте 2015 года командой «Нью-Йорк Никс», в настоящее время выступает в НБА. Третий сын, Джерами бросил колледж, чтобы попасть на драфт и в настоящее время играет за команду «Оклахома-Сити Тандер». Самый младший сын Джаелин. У Харви Гранта также есть дочь Микайла, родившаяся в 2005 году от бывшей подруги игрока, Карен Митчелл.

## Статистика

### Статистика в НБА
| Сезон                                                                                    | Команда     | Регулярный сезон | Регулярный сезон | Регулярный сезон | Регулярный сезон | Регулярный сезон | Регулярный сезон | Регулярный сезон | Регулярный сезон | Регулярный сезон | Регулярный сезон | Регулярный сезон | Серия плей-офф | Серия плей-офф | Серия плей-офф | Серия плей-офф | Серия плей-офф | Серия плей-офф | Серия плей-офф | Серия плей-офф | Серия плей-офф | Серия плей-офф | Серия плей-офф |
| Сезон                                                                                    | Команда     | GP               | GS               | MPG              | FG%              | 3P%              | FT%              | RPG              | APG              | SPG              | BPG              | PPG              | GP             | GS             | MPG            | FG%            | 3P%            | FT%            | RPG            | APG            | SPG            | BPG            | PPG            |
| ---------------------------------------------------------------------------------------- | ----------- | ---------------- | ---------------- | ---------------- | ---------------- | ---------------- | ---------------- | ---------------- | ---------------- | ---------------- | ---------------- | ---------------- | -------------- | -------------- | -------------- | -------------- | -------------- | -------------- | -------------- | -------------- | -------------- | -------------- | -------------- |
| 1988/89                                                                                  | Вашингтон   | 71               | 1                | 16,8             | 46,4             | 0,0              | 59,6             | 2,3              | 1,1              | 0,5              | 0,4              | 5,6              | Не участвовал  | Не участвовал  | Не участвовал  | Не участвовал  | Не участвовал  | Не участвовал  | Не участвовал  | Не участвовал  | Не участвовал  | Не участвовал  | Не участвовал  |
| 1989/90                                                                                  | Вашингтон   | 81               | 25               | 22,8             | 47,3             | 0,0              | 70,1             | 4,2              | 1,6              | 0,6              | 0,5              | 8,2              | Не участвовал  | Не участвовал  | Не участвовал  | Не участвовал  | Не участвовал  | Не участвовал  | Не участвовал  | Не участвовал  | Не участвовал  | Не участвовал  | Не участвовал  |
| 1990/91                                                                                  | Вашингтон   | 77               | 76               | 36,9             | 49,8             | 13,3             | 74,3             | 7,2              | 2,6              | 1,2              | 0,8              | 18,2             | Не участвовал  | Не участвовал  | Не участвовал  | Не участвовал  | Не участвовал  | Не участвовал  | Не участвовал  | Не участвовал  | Не участвовал  | Не участвовал  | Не участвовал  |
| 1991/92                                                                                  | Вашингтон   | 64               | 60               | 37,3             | 47,8             | 12,5             | 80,0             | 6,8              | 2,7              | 1,2              | 0,4              | 18,0             | Не участвовал  | Не участвовал  | Не участвовал  | Не участвовал  | Не участвовал  | Не участвовал  | Не участвовал  | Не участвовал  | Не участвовал  | Не участвовал  | Не участвовал  |
| 1992/93                                                                                  | Вашингтон   | 72               | 72               | 37,0             | 48,7             | 10,0             | 72,7             | 5,7              | 2,8              | 1,0              | 0,6              | 18,6             | Не участвовал  | Не участвовал  | Не участвовал  | Не участвовал  | Не участвовал  | Не участвовал  | Не участвовал  | Не участвовал  | Не участвовал  | Не участвовал  | Не участвовал  |
| 1993/94                                                                                  | Портленд    | 77               | 73               | 27,4             | 46,0             | 28,6             | 64,1             | 4,6              | 1,4              | 0,9              | 0,6              | 10,4             | 4              | 1              | 19,0           | 51,5           | 0,0            | 0,0            | 2,3            | 0,8            | 0,3            | 0,5            | 8,5            |
| 1994/95                                                                                  | Портленд    | 75               | 14               | 23,6             | 46,1             | 30,8             | 70,5             | 3,8              | 1,1              | 0,7              | 0,7              | 9,1              | 3              | 3              | 38,3           | 50,0           | 55,6           | 62,5           | 5,3            | 2,0            | 1,0            | 0,7            | 14,3           |
| 1995/96                                                                                  | Портленд    | 76               | 75               | 31,5             | 46,2             | 31,3             | 54,5             | 4,8              | 1,5              | 0,8              | 0,6              | 9,3              | 5              | 5              | 32,8           | 34,2           | 14,3           | 0,0            | 4,0            | 0,8            | 0,0            | 0,4            | 5,4            |
| 1996/97                                                                                  | Вашингтон   | 78               | 25               | 20,5             | 41,1             | 31,5             | 76,9             | 3,3              | 0,9              | 0,6              | 0,6              | 4,1              | 3              | 0              | 9,7            | 0,0            | 0,0            | 0,0            | 1,3            | 0,0            | 0,0            | 0,7            | 0,0            |
| 1997/98                                                                                  | Вашингтон   | 65               | 8                | 13,8             | 38,3             | 16,7             | 63,3             | 2,6              | 0,6              | 0,4              | 0,2              | 2,6              | Не участвовал  | Не участвовал  | Не участвовал  | Не участвовал  | Не участвовал  | Не участвовал  | Не участвовал  | Не участвовал  | Не участвовал  | Не участвовал  | Не участвовал  |
| 1998/99                                                                                  | Филадельфия | 47               | 10               | 17,0             | 36,9             | 16,7             | 72,4             | 2,3              | 0,5              | 0,4              | 0,3              | 3,1              | 4              | 0              | 7,3            | 100,0          | 0,0            | 0,0            | 1,0            | 0,0            | 0,0            | 0,3            | 0,5            |
|                                                                                          | Всего       | 783              | 439              | 26,2             | 46,9             | 26,7             | 70,9             | 4,4              | 1,6              | 0,8              | 0,5              | 9,9              | 19             | 9              | 21,7           | 43,7           | 35,3           | 50,0           | 2,8            | 0,7            | 0,2            | 0,5            | 5,6            |
| Наведите курсор мыши на аббревиатуры в заголовке таблицы, чтобы прочесть их расшифровку. |             |                  |                  |                  |                  |                  |                  |                  |                  |                  |                  |                  |                |                |                |                |                |                |                |                |                |                |                |